# Shanice Marcelle
Shanice Marcelle est une joueuse de volley-ball canadienne née le 28 mai 1990 à Toronto. Elle mesure 1,83 m et joue au poste de réceptionneuse-attaquante. Elle totalise 46 sélections en équipe du Canada.

## Clubs
| Club                           | De        | À         |
| ------------------------------ | --------- | --------- |
| University of British Columbia | 2008-2009 | 2012-2013 |
| Dresdner SC                    | 2013-2014 | 2014-2015 |
| Volley-Ball Nantes             | 2015-2016 | ...       |

## Palmarès
- Championnat d'Allemagne
  - Vainqueur : 2014, 2015.
- Coupe de France
  - Finaliste : 2016.